# Edicto de expulsión

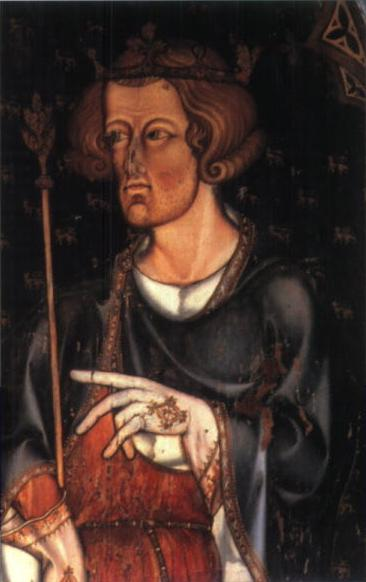
Retrato de Eduardo I de Inglaterra.

El edicto de expulsión fue proclamado en 1290 por el rey Eduardo I de Inglaterra y por él se expulsaba a todos los judíos de Inglaterra. El edicto de expulsión estuvo en vigor durante casi 400 años, cuando Oliver Cromwell permitió su regreso en 1657. El edicto no fue un incidente aislado, sino la culminación de 200 años de persecución y pogromos. 

## Antecedentes de la expulsión
Las primeras comunidades judías de tamaño significativo llegaron a Inglaterra con Guillermo en 1066. Estos judíos, que habían amasado sus fortunas en la era de los radhanitas, con el comercio de especias transeuroasiático entre el mundo cristiano y el musulmán desde de la era cristiana, con el caos generalizado en Eurasia por la caída de la dinastía Tang en 908, el colapso del estado jázaro a manos de los  Rus unos sesenta años más tarde y el surgimiento de los estados expansionistas turco-persas de la dinastía selyúcida (1040-1118) no pudieron seguir con el comercio de la ruta de la seda y se dedicaron a la banca.
En la conquista de Inglaterra, Guillermo creó un sistema feudal en el país, por el cual todas las propiedades formalmente pertenecían a la Corona; el rey entonces nombraba señores sobre estas vastas propiedades, que estaban sujetos a deberes y obligaciones (financieros y militares) al rey. Bajo los señores estaba el resto de individuos como siervos, quienes quedaban atados y obligados a sus señores y a las obligaciones de sus señores. Los mercaderes tuvieron un estatus especial en el sistema, como sucedió con los judíos. Los judíos quedaron bajo la jurisdicción directa del rey, a diferencia del resto de la población. Esto era una posición legal ambivalente para la población judía, pues no quedaban ligados a ningún señor particular, pero sí estaban sujetos a los caprichos del rey. Esto podría a veces ser ventajoso pero otras no. Cada rey sucesivo formalmente revisó la concesión de  la carta real a los judíos que regulaba el derecho de estos para permanecer en Inglaterra. Los judíos no disfrutaban de las garantías de Magna Carta de 1215.
Económicamente, los judíos representaban una función clave en el país, ya que la Iglesia prohibía estrictamente el préstamo de dinero con beneficio a los cristianos. Esto creó un vacío en la economía de Europa que los judíos llenaron debido a la discriminación extrema que sufrían en cualquier otra área económica; el derecho canónico no se consideraba aplicable a los judíos, y el judaísmo sí permite los préstamos con interés para no judíos.  Como consecuencia, algunos judíos amasaron cantidades considerables de dinero. Aprovechando su estatus especial y vasallaje directo, el rey podría apropiarse de los beneficios judíos en forma de impuestos. Se gravó con fuertes impuestos a los judíos sin tener que convocar al Parlamento.  La comunidad judía actuaba como una especie de filtro monetario gigante: los judíos aplicaban el interés sobre el dinero que dejaban a las personas y luego el rey podía tomarlo a su placer.
Los judíos se granjearon una mala reputación como usureros la cual les hizo extremadamente impopulares tanto con la Iglesia como con el público general. Mientras la actitud antisemita se extendía en toda Europa, la Inglaterra medieval era particularmente antijudía.  Una imagen del judío como un ser diabólico que odió a Cristo empezó a extenderse, y mitos antisemitas como el cuento del judío errante o el libelo de sangre, asesinatos rituales, se originaron y extendieron por toda Inglaterra, así como por Escocia y Gales.  Frecuentemente los judíos eran acusados de cazar niños para asesinarlos antes de Pésaj y así utilizar su sangre para hacer matzá. El clima antijudío en numerosas ocasiones se tradujo en disturbios en los que muchos judíos fueron asesinados, destacando la masacre de York, en 1190, en la que unos cien judíos fueron linchados.

## Expulsión

Expulsiones de judíos en Europa de 1100 a 1600.

La situación empeoró para los judíos conforme avanzó el siglo XIII. En 1218, Inglaterra fue la primera nación europea en requerir a los judíos que llevaran una identificación visible.  Los impuestos crecieron y eran cada vez más intensos. Entre 1219 y 1272, 49 tasas fueron impuestas a los judíos hasta un total de 200,000 marcos, una suma vasta de dinero.  El primer paso importante hacia expulsión tuvo lugar en 1275, con el Estatuto de la judería. El estatuto prohibió todo préstamo de dinero y dio quince años a los judíos para adaptarse.
En el ducado de Gascuña en 1287, el rey ordenó la expulsión local de los judíos. Todas sus propiedades pasaron a la corona y todas las deudas debidas a los judíos se trasfirieron a nombre del rey. Cuando regresó a Inglaterra en 1289, el rey Eduardo estaba gravemente endeudado. El siguiente verano convocó sus caballeros para establecer un impuesto. A fin de hacer el impuesto más aceptable, Eduardo ofreció a cambio expulsar a todos los judíos.  El fuerte impuesto se pagó y, tres días más tarde, el 18 de julio, se emitió el Edicto de expulsión. La razón oficial para la expulsión era que los judíos no habían aceptado seguir el Estatuto de la judería. El edicto de expulsión fue muy popular y encontró poca resistencia, con lo que la expulsión se llevó a cabo con rapidez.
La población judía en Inglaterra era relativamente pequeña, quizás 2 000 personas, aunque las estimaciones varían.  El proceso de expulsión parece que fue relativamente pacífico, a pesar de que hubo algunos testimonios que difieren. Una historia, tal vez falsa  contaba de un capitán que conducía un barco lleno de judíos por el Támesis, en ruta a Francia, mientras la marea era baja, les convenció para salir a dar un paseo con él; les dejó allí e hizo retroceder su barco deprisa antes de la marea volviera, dejándoles morir.
Muchos judíos emigrados, además de a Francia y Países Bajos, a países como Polonia, que en aquel tiempo les protegió (véase Estatuto de Kalisz).

## Periodo intermedio
Entre la expulsión de los judíos en 1290 y su regreso formal en 1655,  hay no rastro oficial de judíos como comunidad en la tierra inglesa si se exceptúa en cuanto al Domus Conversorum, el cual mantuvo un número de ellos dentro su recinto hasta 1551 e incluso más tarde. Se hizo un intento para obtener la revocación del edicto de expulsión tempranamente en 1310, pero en vano. Pese a ello, cierto número de judíos parece que regresó por las quejas que se hicieron al rey en 1376 de que algunos comerciantes lombardos eran de hecho judíos ("Podredumbre. Parl." ii. 332un).
Ocasionalmente se dieron permisos personales para visitar Inglaterra, como en el caso del doctor Elias Sabot (un eminente médico de Bolonia convocado para atender a Enrique IV) en 1410, pero no fue hasta la expulsión de los judíos en España en 1492 y Portugal en 1497 cuando un número considerable de Sefardíes encontraron refugio en Inglaterra. Uno de estos en 1493 intentaba  recuperar una suma que 428 000 maravedis que los refugiados de España habían prestado a Diego de Soria. En 1542 muchos fueron arrestados en la sospecha de ser judíos, y durante el siglo XVI algunas personas de apellido Lopez, posiblemente todas de la misma familia, se refugiaron en Inglaterra, el mejor conocido de ellos fue Rodrigo López, médico de la Reina Isabel I, y de quien se dice que fue el inspirador del personaje shakesperiano de Shylock.